# Акадийцы
Акадийцы (фр. Les acadiens) — третья по величине субэтническая группа франкоканадцев после квебекцев и франкоонтарийцев, а ныне крупнейшее этноязыковое меньшинство провинции Нью-Брансуик (Канада), чьи языковые права имеют полное официальное признание на всех уровнях провинции согласно Конституции Канады 1982 года. Акадийцы составляют 32,7 % населения провинции (около 230 тыс. человек согласно переписи 2006 года).

## История
Акадийцы являются потомками первых волн франкоязычных переселенцев из Франции XVII века. Они осваивали регион, известный под именем Акадия — одну из составных частей обширных французских колониальных владений Новой Франции. Всего в регион, в который входила вся современная Атлантическая Канада, переселилось около 2 500 французов. С конца XVII века Франция больше не посылала колонистов для заселения Акадии: из-за постоянных конфликтов с англо-американскими силами ситуация там была слишком нестабильной, поэтому большинство французских поселенцев этого периода направлялись в более защищённый Квебек.
Однако естественный прирост уже имеющегося франкоязычного населения был очень высоким. К 1725 году, вместе с родившимися здесь, их число возросло до 10 000 человек. На определённом этапе их интересы столкнулись с более мощной группой переселенцев, представлявшей интересы Великобритании. Противостояние франкоязычных и англоязычных канадцев привело к острому политическому кризису, который стал результатом кровавого межэтнического противостояния в целом в Канаде XVIII—XIX веков. Результатом противостояния, проходившего в несколько этапов, стал отказ акадийцев от присяги на верность британской короне и ответная массовая депортация акадийцев 1755—1763 гг., сопровождавшаяся уничтожением их имущества британскими властями.

## Депортация
В ходе депортации было выселены около 75 % франко-акадского населения Новой Шотландии, свыше 12 000 человек, а их имущество роздано британским, американским и немецким колонистам. Часть акадийев (около 3 500 человек) была выслана во Францию, остальные расселены мелкими группами по канадским провинциям и территории современных США, (позднее им было позволено вернуться); группа численностью до 300 человек добралась до Луизианы, тогда ещё находившейся под управлением французской короны. В Луизиане группы акадийцев основали новую этнокультурную общность, отчасти сохранившуюся и поныне — кажуны.
Их родную Акадию колонизаторы переименовали в Нью-Брансуик (по английскому названию немецкого города Брауншвейга). Тем не менее, в ряде северных, лесистых и заболоченных регионов провинции, в том числе на островах Мадлен, сохранились разрозненные группы акадийцев, высокая рождаемость которых позволила им восстановить свою численность. Британцы и англоканадцы в одностороннем порядке запретили образование на французском языке в провинции, поощряя ассимиляцию оставшихся акадийцев. В условия отсутствия полноценного образования на французском языке до середины XX века, местное франкоязычное население вынуждено было пользоваться английским языком во всех сферах жизни, кроме домашнего обихода. В результате глубокого проникновения англицизмов в местное французское патуа, возник так называемый социолект шиак, схожий с социолектом франкоканадских рабочих в Монреале (жуаль). 
Гармония и некое подобие справедливости в отношениях между двумя общинами появились лишь в 1969 году, когда французский язык вновь был признан в провинции официальным наравне с английским. Тогда же были запущены национальные проекты по улучшению инфраструктуры франко-акадских районов, был основан франкоязычный Монктонский университет, в котором в настоящее время обучаются 4000 студентов. Нью-Брансуик стал единственной двуязычной провинцией Канады, в самом Квебеке официальным является лишь французский язык.

## Угроза ассимиляции
Закон сумел существенно притормозить ассимиляционные процессы в акадийской среде, но не остановил их до конца. Начиная с 1991 года, их число постепенно сокращается из-за высокой эмиграции. Дело в том, что акадийцы проживают в наименее благоприятных регионах провинции, и многие из них ищут работы в другом месте. И в самой провинции доля акадийцев, хорошо владеющих английским приближается к 80 %. Более того, доля тех из них, кто, несмотря на родной французский, разговаривает дома в основном по-английски в силу тех или иных причин, постепенно возросла с 7 % в 1971 до 11 % в 2006. Тем не менее, сопротивление ассимиляции и американизации здесь довольно велико.

## Демография
230 тыс. человек (32,7 % населения Нью-Брансуика) считают французский язык родным (см. Перепись населения Канады (2006)), это 3 % франкоканадского населения страны. Из них 212 тыс. человек, или 29,7 % населения провинции, по-прежнему используют родной язык в большинстве повседневных ситуаций. Главным местом концентрации франко-акадской культуры являются города Монктон, где они составляют 35 % населения, Дьеп (Нью-Брансуик) (80 %) и Эдмундстон, где франкоязычны 98 % жителей. 
Главной демографической проблемой акадийцев, как и всех франкоканадцев за пределами Квебека является старение франкоязычного населения (средний возраст акадийцев — почти 45 лет), что объясняется ассимиляцией молодых поколений в англоязычной среде (например — Аврил Лавин), хотя сопротивление ассимиляции в провинции довольно интенсивно.